# Kladnatá
Kladnatá (918 m n.p.m.) – szczyt w centralnej części Beskidu MOrawsko-Śląskiego. Leży w głównym wododziale europejskim, na tym odcinku rozdzielającym zlewiska Morza Bałtyckiego na północy i Morza Czarnego na południu: stoki wschodnie odwadnia jeden ze źródłowych potoków Białej Ostrawicy (czes. Bílá Ostravice), a północne - potok Čeladenka, lewobrzeżny dopływ Ostrawicy, należącej do dorzecza Odry, natomiast stoki południowe i południowo-zachodnie odwadniają źródłowe dopływy Rożnowskiej (czyli Dolnej) Beczwy, należącej do dorzecza Dunaju.
Wierzchowina szczytowa łagodna, wyraźnie rozciągnięta w kierunku z południowego zachodu na północny wschód. Góra w całości zalesiona, bez szerszych widoków, jednak mimo to dość często odwiedzana przez turystów. Przez Kladnatą (nieco na zachód od jej głównego wierzchołka) przebiega bowiem grzbietowy, czerwono znakowany szlak turystyczny z Třeštíka na Pustevny, natomiast jej północnymi zboczami – żółto znakowany szlak z miejscowości Staré Hamry w dolinie Ostrawicy do Górnej Beczwy.